# Play (revista)
Play (estilizado como PLAY) é uma revista mensal produzido pela Imagine Publishing no Reino Unido, que relata a gama de produtos do PlayStation da Sony . É a revista de Playstation mais antiga do Reino Unido. Edição 269, a edição última edição impressa, foi publicada em abril de 2016, e desde então se tornou uma apenas uma publicação digital. Bem como é vendida no Reino Unido, a Play também é vendida na Austrália. Entretanto, devido a distância entre os dois países, a Austrália fica um mês atrás, portanto, algumas das informações podem ser imprecisas ou velhas. Antes da edição 249, a Play vinha com um covermounted de cada edição.

## Ligações Externas
- Site oficial
- Imagine Publicação do site
- Play UK revista visão geral e editoras informações